# Jean-Baptiste Fonssagrives
Jean-Baptiste Fonssagrives (Limoges, 12 mars 1823 - Kergurioné, 21 novembre 1884), est un médecin de marine français. 

## Biographie
Fils d'un employé des Contributions directes, il devient chirurgien de 3e classe en décembre 1841 à Rochefort et participe l'année suivante à une campagne en Méditerranée sur l' Asmodée. Nommé chirurgien de 2e classe en juin 1845, il sert sur l' Abeille à la station des côtes occidentales d'Afrique puis, à partir de janvier 1848, à Brest. 
Chirurgien de 1re classe (décembre 1849), il est sur l' Eldorado en février 1850 puis devient directeur du service de santé de la division des côtes occidentales d'Afrique. 
En 1852, professeur à l’École de médecine de Brest, il est reçu docteur en médecine et est nommé en mai 1856, second médecin en chef. Il sert un temps à Cherbourg puis revient enseigner à Brest (janvier 1860) avant d'être promu médecin en chef, en août 1864. 
Professeur d'hygiène à la faculté de Montpellier, il prend sa retraite en décembre 1866. Son Traité d'hygiène navale fit longtemps autorité.
Il est également l'un des premiers à utiliser le terme féminisme. Cependant il l'utilise dans un sens qui n'a pas eu de postérité. Sous sa plume cela lui permet de noter que dans la jeune fille, les caractères féminins sont déjà présents.
Il est à ne pas confondre avec son fils Jean-Baptiste Fonssagrives (1862-1910), gouverneur colonial du Dahomey de 1899 à 1900.
Il était l'arrière-grand-père du photographe français Fernand Fonssagrives.

## Œuvres
On lui doit de nombreux articles publiés, entre autres, dans la Gazette hebdomadaire de médecine et de chirurgie ainsi que :
- Traité d'hygiène navale, ou De l'influence des conditions physiques et morales dans lesquelles l'homme de mer est appelé à vivre et des moyens de conserver sa santé, J.-B. Baillière, 1856
- Hygiène alimentaire des malades, des convalescents et des valétudinaires, ou du Régime envisagé comme moyen thérapeutique, J.-B. Baillière, 1861
- Thérapeutique de la phtisie pulmonaire basée sur les indications, ou l'Art de prolonger la vie des phtisiques par les ressources combinées de l'hygiène et de la matière médicale, J.-B. Baillière et fils, 1866
- Entretiens familiers sur l'hygiène, Masson, 1867
- Le Fabuliste de la famille, ou Choix de fables destinées à l'éducation, Delagrave, 1867 (sous le pseudonyme de Victor Muller)
- Hygiène alimentaire des malades, des convalescents et des valétudinaires, ou Du régime envisagé comme moyen thérapeutique, J.-B. Baillière et fils, 1867
- Le rôle des mères dans les maladies des enfants, ou Ce qu'elles doivent savoir pour seconder le médecin, Hachette, 1868
- L'éducation physique des jeunes filles, ou Avis aux mères sur l'art de diriger leur santé et leur développement, Hachette, 1869
- Livret maternel pour prendre des notes sur la santé des enfants, Hachette, 1869
- L'Éducation physique des garçons, ou Avis aux familles et aux instituteurs sur l'art de diriger leur santé et leur développement, Delagrave, 1870
- La maison, étude d'hygiène et de bien-être domestiques, de Gras, 1871
- Hygiène et assainissement des villes, J.-B. Baillière et fils, 1871
- La Vaccine devant les familles : Faut-il faire vacciner nos enfants ? Faut-il se faire revacciner ? Comment doit-on se faire vacciner et revacciner ?, de Gras, 1871
- Principes de thérapeutique générale, ou le Médicament étudié aux points de vue physiologique, posologique et clinique, J.-B. Baillière et fils, 1875
- Traité de thérapeutique appliquée, basée sur les indications, suivi d'un précis de thérapeutique et de posologie infantiles et de notions de pharmacologie usuelle sur les médicaments signalés dans le cours de l'ouvrage, Delahaye, 1878
- Formulaire thérapeutique à l'usage des praticiens, contenant les notions et les formules relatives à l'emploi des médicaments, de l'électricité, des eaux minérales, de l'hydrothérapie, des climats et du régime, Delahaye, 1882
- Leçons d'hygiène infantile, A. Delahaye et E. Lecrosnier, 1882
- Le rôle des mères dans les maladies des enfants, ou Ce qu'elles doivent savoir pour seconder le médecin, A. Delahaye et E. Lecrosnier, 1883
- Traité de matière médicale, ou Pharmacographie, physiologie et technique des agents médicamenteux, A. Delahaye et E. Lecrosnier, 1885

## Récompenses et distinctions
- Chevalier (12 août 1857) puis officier de la Légion d'honneur (31 décembre 1862).